# Nordsibirisches Schwein
Das Nordsibirische Schwein (russisch Сибирская северная, transkribiert Sibirskaja sewernaja) ist eine Mehrnutzungsschweinerasse aus Russland.

## Zuchtgeschichte
Unter der Leitung von M. O. Simon wurden in der Oblast Nowosibirsk einheimische kurzohrige sibirische Sauen mit Large-White-Ebern gekreuzt. 1942 wurde die Rasse offiziell anerkannt.

## Charakteristika
- Farbe weiß
- harmonischer Rahmen
- mittelgroß
- leicht aufgewölbte Nase
- Stehohren
- Rücken gerade und breit
- Fundament stark und kurz
- Haut faltenlos, hart und ziemlich rau
- Beborstung lang, biegsam; oft Unterwolle
- Gewicht Sauen 238 kg, Eber 312 kg
- Zeit bis 100 kg: 196 Tage
- gute Anpassung an das raue Klima Nordsibiriens, Widerstandsfähigkeit

Es existieren 8 Eberlinien und 12 Sauenfamilien.

## Vorkommen
Hauptzuchtzentren sind Ojaschinski, Borowskoje und Krasny Oktjabr in der Region Krasnojarsk.
Die Rasse wird in der Oblast Nowosibirsk, der Region Krasnojarsk und Burjatien in Russland und in Kasachstan gehalten.
1980 betrug die Anzahl 24.500 reinrassige Tiere.

## Quelle
- https://www.fao.org/3/ah759e/AH759E10.htm